# Elecciones regionales de Ayacucho de 2010
Las elecciones regionales de Ayacucho de 2010 se llevaron a cabo el 3 de octubre de 2010 para elegir al presidente regional, al vicepresidente regional y al Consejo Regional para el periodo 2011-2014. La elección se celebró simultáneamente con elecciones regionales y municipales (provinciales y distritales) en todo el Perú. La segunda vuelta regional se llevó a cabo el 5 de diciembre de 2010.

## Sistema electoral
El Gobierno Regional de Ayacucho es el órgano administrativo y de gobierno del departamento de Ayacucho. Está compuesto por el presidente regional, el vicepresidente regional y el Consejo Regional.
La votación se realiza en base al sufragio universal, que comprende a todos los ciudadanos nacionales mayores de dieciocho años, empadronados y residentes en el departamento de Ayacucho y en pleno goce de sus derechos políticos.
El presidente y vicepresidente regional son elegidos por sufragio directo. Para que un candidato sea proclamado ganador debe obtener no menos de 30 % de votos válidos. En caso ningún candidato logre ese porcentaje en la primera vuelta electoral, los dos candidatos más votados participan en una segunda vuelta o balotaje.
El Consejo Regional de Ayacucho está compuesto por 13 consejeros elegidos por sufragio directo para un período de cuatro (4) años. La votación es por lista cerrada y bloqueada. Cada provincia del departamento de Ayacucho constituye una circunscripción electoral. Se asigna a la lista ganadora los escaños según el método d'Hondt. La distribución y el número de consejeros regionales es la siguiente:
| Circunscripción | Escaños | Mapa |
| --- | ------- | ---- |
| Huanta | 3       |      |
| Cangallo, Huamanga, Huanca Sancos, La Mar, Lucanas, Parinacochas, Paucar del Sara Sara, Sucre, Víctor Fajardo y Vilcashuamán | 1       |      |

## Composición del Consejo Regional de Ayacucho
La siguiente tabla muestra la composición del Consejo Regional de Ayacucho antes de las elecciones.
| Partidos | Partidos                                     | Consejeros |
| -------- | -------------------------------------------- | ---------- |
|          | Movimiento Independiente Innovación Regional | 7          |
|          | Partido Aprista Peruano                      | 1          |
|          | Agrupación Independiente Sí Cumple           | 1          |
|          | Partido Nacionalista Peruano                 | 1          |
|          | Qatun Tarpuy                                 | 1          |

## Partidos y candidatos
A continuación se muestra una lista de los principales partidos y alianzas electorales que participaron en las elecciones:
| Candidatura | Candidatura | Partidos y alianzas                                                                                          | Candidatos | Candidatos                 | Ideología                                                                | Resultado previo | Resultado previo | Ref. |
| Candidatura | Candidatura | Partidos y alianzas                                                                                          | Candidatos | Candidatos                 | Ideología                                                                | Votos (%)        | Con.             | Ref. |
| ----------- | ----------- | --- | ---------- | -------------------------- | ------------------------------------------------------------------------ | ---------------- | ---------------- | ---- |
|             | MIRE        | Lista - Movimiento Independiente Innovación Regional (MIRE)                                                  |            | José Quispe Pérez          | Regionalismo ayacuchano                                                  | 25.15%           | 7                |      |
|             | PNP–FRA     | Lista - Frente Regional TUNA (PNP–FRA) – Partido Nacionalista Peruano (PNP) – Frente Regional Ayacucho (FRA) |            | Alejandro Córdova La Torre | Nacionalismo de izquierda Socialismo democrático Regionalismo ayacuchano | 22.71%           | 1                |      |
|             | APRA        | Lista - Partido Aprista Peruano (APRA)                                                                       |            | Abad Flores Portugal       | Aprismo                                                                  | 18.93%           | 1                |      |
|             | QT          | Lista - Qatun Tarpuy (QT)                                                                                    |            | Carlos Alviar Madueño      | Regionalismo ayacuchano                                                  | 13.98%           | 1                |      |
|             | APP         | Lista - Alianza para el Progreso (APP)                                                                       |            | Wilfredo Oscorima Núñez    | Liberalismo económico Conservadurismo liberal Populismo de derecha       | Nuevo            | Nuevo            |      |
|             | RN          | Lista - Restauración Nacional (RN)                                                                           |            | Samuel Alcarraz Curi       | Liberalismo económico Conservadurismo social Humanismo cristiano         | Nuevo            | Nuevo            |      |
|             | UDA         | Lista - Unidos por el Desarrollo de Ayacucho (UDA)                                                           |            | Jesús Quispe Ramos         | Regionalismo ayacuchano                                                  | Nuevo            | Nuevo            |      |
|             | JSP         | Lista - Juntos Sí Se Puede (JSP)                                                                             |            | Ismael Oscco Sihui         | Regionalismo ayacuchano                                                  | Nuevo            | Nuevo            |      |
|             | TOCA        | Lista - Movimiento Independiente Regional Todos con Ayacucho (TOCA)                                          |            | Rofilio Neyra Huamaní      | Regionalismo ayacuchano                                                  | Nuevo            | Nuevo            |      |
|             | MÑ          | Lista - Musuq Ñan (MÑ)                                                                                       |            | César Vásquez Guevara      | Regionalismo ayacuchano                                                  | Nuevo            | Nuevo            |      |

## Sondeos de opinión
La siguiente tabla enumera las estimaciones de la intención de voto en orden cronológico inverso, mostrando las más recientes primero y utilizando las fechas en las que se realizó el trabajo de campo de la encuesta. Cuando se desconocen las fechas del trabajo de campo, se proporciona la fecha de publicación.
Leyenda:
     Sondeo realizado en el periodo de prohibición legal de la difusión de sondeos de intención de voto.

### Primera vuelta

#### Intención de voto
La siguiente tabla enumera las estimaciones ponderadas (sin incluir votos en blanco y nulos) de la intención de voto.
|                               |            |   |      |      |      |     |     |     |  |  |
| Elecciones regionales de 2010 | 3 oct 2010 | — | 29.7 | 26.1 | 13.5 | 6.8 | 6.5 | 3.6 |  |  |
|                               |            |   |      |      |      |     |     |     |  |  |
| Ipsos Apoyo/América           | 3 oct 2010 | ? | 30.2 | 28.7 | –    | –   | –   | 1.5 |  |  |

## Resultados

### Gobierno Regional de Ayacucho
|                      | Wilfredo Oscorima Núñez    | Alianza para el Progreso (APP)                              | 62,466  | 26.06 | 128,964 | 55.29 |  |  |
|                      | Rofilio Neyra Huamaní      | Movimiento Independiente Regional Todos con Ayacucho (TOCA) | 71,268  | 29.73 | 104,276 | 44.71 |  |  |
|                      | Carlos Alviar Madueño      | Qatun Tarpuy (QT)                                           | 32,288  | 13.47 |         |       |  |  |
|                      | Alejandro Córdova La Torre | Frente Regional TUNA (FRA–PNP)                              | 16,311  | 6.80  |         |       |  |  |
|                      | José Quispe Pérez          | Movimiento Independiente Innovación Regional (MIRE)         | 15,488  | 6.46  |         |       |  |  |
|                      | César Vásquez Guevara      | Musuq Ñan (MÑ)                                              | 13,322  | 5.56  |         |       |  |  |
|                      | Jesús Quispe Ramos         | Unidos por el Desarrollo de Ayacucho (UDA)                  | 11,040  | 4.61  |         |       |  |  |
|                      | Ismael Oscco Sihui         | Juntos Sí Se Puede (JSP)                                    | 7,758   | 3.24  |         |       |  |  |
|                      | Abad Flores Portugal       | Partido Aprista Peruano (APRA)                              | 5,654   | 2.36  |         |       |  |  |
|                      | Samuel Alcarraz Curi       | Restauración Nacional (RN)                                  | 4,116   | 1.72  |         |       |  |  |
|                      |                            |                                                             |         |       |         |       |  |  |
| Total                | Total                      | Total                                                       | 239,711 |       | 233,240 |       |  |  |
|                      |                            |                                                             |         |       |         |       |  |  |
| Votos válidos        | Votos válidos              | Votos válidos                                               | 239,711 | 79.40 | 233,240 | 90.83 |  |  |
| Votos en blanco      | Votos en blanco            | Votos en blanco                                             | 34,252  | 11.35 | 3,480   | 1.36  |  |  |
| Votos nulos          | Votos nulos                | Votos nulos                                                 | 27,927  | 9.25  | 20,073  | 7.82  |  |  |
| Votos emitidos       | Votos emitidos             | Votos emitidos                                              | 301,890 | 83.17 | 256,793 | 70.74 |  |  |
| Abstenciones         | Abstenciones               | Abstenciones                                                | 61,095  | 16.83 | 106,192 | 29.26 |  |  |
| Votantes registrados | Votantes registrados       | Votantes registrados                                        | 362,985 |       | 362,985 |       |  |  |
|                      |                            |                                                             |         |       |         |       |  |  |
| Fuente:              |                            |                                                             |         |       |         |       |  |  |

### Consejo Regional de Ayacucho
| |                                                             |              |              |              |         |         |  |  |
| Partidos y coaliciones | Partidos y coaliciones                                      | Voto popular | Voto popular | Voto popular | Escaños | Escaños |  |  |
| Partidos y coaliciones | Partidos y coaliciones                                      | Votos        | %            | ±pp          | Total   | +/−     |  |  |
| | Movimiento Independiente Regional Todos con Ayacucho (TOCA) | 59,670       | 27.01        | Nuevo        | 8       | +8      |  |  |
| | Alianza para el Progreso (APP)                              | 42,651       | 19.31        | Nuevo        | 4       | +4      |  |  |
| | Qatun Tarpuy (QT)                                           | 27,059       | 12.25        | –1.73        | 0       | –1      |  |  |
| | Frente Regional TUNA (FRA–PNP)1                             | 20,144       | 9.12         | –13.59       | 0       | –1      |  |  |
| | Movimiento Independiente Innovación Regional (MIRE)         | 18,303       | 8.29         | –16.86       | 0       | –7      |  |  |
| | Musuq Ñan (MÑ)                                              | 16,849       | 7.63         | Nuevo        | 1       | +1      |  |  |
| | Unidos por el Desarrollo de Ayacucho (UDA)                  | 13,199       | 5.97         | Nuevo        | 0       | ±0      |  |  |
| | Juntos Sí Se Puede (JSP)                                    | 10,180       | 4.61         | Nuevo        | 0       | ±0      |  |  |
| | Partido Aprista Peruano (APRA)                              | 8,975        | 4.06         | –14.87       | 0       | –1      |  |  |
| | Restauración Nacional (RN)                                  | 3,875        | 1.75         | Nuevo        | 0       | ±0      |  |  |
| |                                                             |              |              |              |         |         |  |  |
| Total | Total                                                       | 220,905      |              |              | 13      | +2      |  |  |
| |                                                             |              |              |              |         |         |  |  |
| Votos válidos | Votos válidos                                               | 220,905      | 73.17        | –12.56       |         |         |  |  |
| Votos en blanco | Votos en blanco                                             | 54,922       | 18.19        | +12.06       |         |         |  |  |
| Votos nulos | Votos nulos                                                 | 26,063       | 8.63         | +0.49        |         |         |  |  |
| Votos emitidos | Votos emitidos                                              | 301,890      | 83.17        | –1.62        |         |         |  |  |
| Abstenciones | Abstenciones                                                | 61,095       | 16.83        | +1.62        |         |         |  |  |
| Votantes registrados | Votantes registrados                                        | 362,985      |              |              |         |         |  |  |
| |                                                             |              |              |              |         |         |  |  |
| Fuente: |                                                             |              |              |              |         |         |  |  |
| Notas al pie: 1 Comparado con los resultados del Partido Nacionalista Peruano (PNP) y el Frente Regional Ayacucho (FRA) en las elecciones de 2006. |                                                             |              |              |              |         |         |  |  |
| Notas al pie: |                                                             |              |              |              |         |         |  |  |
| 1 Comparado con los resultados del Partido Nacionalista Peruano (PNP) y el Frente Regional Ayacucho (FRA) en las elecciones de 2006.               |                                                             |              |              |              |         |         |  |  |

### Autoridades electas
| Cargo                                                     | Autoridad electa | Autoridad electa             | Partido político | Partido político                                     |
| --------------------------------------------------------- | ---------------- | ---------------------------- | ---------------- | ---------------------------------------------------- |
| Presidente Regional de Ayacucho                           |                  | Wilfredo Oscorima Núñez      |                  | Alianza para el Progreso                             |
| Vicepresidente Regional de Ayacucho                       |                  | Efraín Pillaca Esquivel      |                  | Alianza para el Progreso                             |
| Consejero Regional de Ayacucho (por Cangallo)             |                  | Eladio Huamaní Pacotaype     |                  | Alianza para el Progreso                             |
| Consejero Regional de Ayacucho (por Huamanga)             |                  | Víctor de la Cruz Eyzaguirre |                  | Movimiento Independiente Regional Todos con Ayacucho |
| Consejera Regional de Ayacucho (por Huanca Sancos)        |                  | Víctor Curi León             |                  | Movimiento Independiente Regional Todos con Ayacucho |
| Consejero Regional de Ayacucho (por Huanta)               |                  | Walter Quintero Carbajal     |                  | Movimiento Independiente Regional Todos con Ayacucho |
| Consejero Regional de Ayacucho (por Huanta)               |                  | Faustino Rimachi Ovando      |                  | Musuq Ñan                                            |
| Consejero Regional de Ayacucho (por Huanta)               |                  | Rosauro Gamboa Ventura       |                  | Alianza para el Progreso                             |
| Consejera Regional de Ayacucho (por La Mar)               |                  | María Cuadros Gonzales       |                  | Movimiento Independiente Regional Todos con Ayacucho |
| Consejero Regional de Ayacucho (por Lucanas)              |                  | Alfonso Martínez Vargas      |                  | Movimiento Independiente Regional Todos con Ayacucho |
| Consejero Regional de Ayacucho (por Parinacochas)         |                  | Sixto Ibarra Salazar         |                  | Movimiento Independiente Regional Todos con Ayacucho |
| Consejero Regional de Ayacucho (por Páucar del Sara Sara) |                  | Johan Roja Carhuas           |                  | Alianza para el Progreso                             |
| Consejera Regional de Ayacucho (por Sucre)                |                  | Zoida Bellido Jorge          |                  | Movimiento Independiente Regional Todos con Ayacucho |
| Consejera Regional de Ayacucho (por Víctor Fajardo)       |                  | Ida Fernández Gonzales       |                  | Alianza para el Progreso                             |
| Consejero Regional de Ayacucho (por Vilcashuamán)         |                  | Otto Castro Mendoza          |                  | Movimiento Independiente Regional Todos con Ayacucho |